# George Reeves
George Reeves (Woolstock, Iowa, 5 de enero de 1914-Beverly Hills, 16 de junio de 1959) fue un actor estadounidense de cine, teatro y televisión que apareció en importantes películas de finales de la década de 1930 a la década de 1950 y en una larga lista de películas tipo B, siendo más conocido por su papel de Superman en la exitosa serie de televisión Aventuras de Superman de la década de 1950 y por las especulaciones referentes a las circunstancias de su muerte. Fue una de las primeras figuras importantes de la entonces naciente industria de la televisión en los Estados Unidos.

## Primeros años
Nacido como George Keefer Brewer en Woolstock, Iowa, hijo de Don Brewer y Helen Lescher, Reeves no conoció a su padre, quien se separó de su madre pocos meses después del nacimiento del actor. Nuevamente casada con Frank Bessolo, la madre de Reeves se mudó con su familia a California, Bessolo adoptó a Reeves poco después y el nombre del niño pasó a ser George Bessolo. El matrimonio de Helen Lescher y Bessolo duró quince años, se separaron durante una ausencia de Reeves, a quien su madre dijo que Bessolo se había suicidado. Según dijera una prima del actor, Catherine Chase, Reeves ignoró por mucho tiempo que su padrastro estuviese aún vivo y que no fuese su padre natural.
Reeves comenzó a actuar y cantar en Pasadena, California, durante la secundaria, practicando también boxeo amateur hasta que su madre se lo prohibiese.
Comenzó su carrera como actor al ser admitido en el Pasadena Playhouse, un teatro de larga trayectoria donde Reeves alcanzó papeles prominentes y sus primeras oportunidades de protagonista. Su carrera cinematográfica comenzó con muy buen pie en 1939, cuando apareció como Stuart Tarleton —aunque incorrectamente listado como Brent Tarleton—, uno de los pretendientes del personaje de Vivien Leigh en Lo que el viento se llevó, uno de los filmes más exitosos de todos los tiempos. Era un papel menor, pero él y Fred Crane aparecían en la película con el cabello teñido de color rojo brillante como los Gemelos Tarleton, en las escenas iniciales de la película. De inmediato fue contratado por Warner Bros, cambiando su nombre profesional a George Reeves, como constaba en su carnet del sindicato de actores. En 1940 contrajo matrimonio con la actriz Ellanora Needles, con quien permaneció nueve años.
A pesar del prometedor inicio en Lo que el viento se llevó, tuvo poca suerte en Warner y durante años se mantuvo con papeles en películas tipo B en las que compartió pantalla en dos oportunidades con Ronald Reagan y otras tres con James Cagney. Torrid Zone, The Fighting 69th y The Strawberry Blonde fueron algunas de las películas que estelarizó en esa época.
Posteriormente protagonizó Lydia junto a la actriz Merle Oberon, el cual a pesar de ser un proyecto ambicioso fue un fracaso de taquilla, por lo que fue liberado de su contrato con la Warner y pasó a Twentieth Century Fox, donde participó en varias películas de poco presupuesto. Apareció en este período en cinco wésterns de Hopalong Cassidy, un exitoso serial fílmico de la década de 1940. Finalmente en 1942, el director Mark Sandrich lo contrató para interpretar al Teniente John Summers, el rol protagónico del drama de guerra So Proudly We Hail!, junto a Claudette Colbert; el filme, de Paramount Pictures, fue un éxito tanto en taquilla como para la crítica, ganando reconocimiento por el papel y obteniendo una considerable difusión.

## Carrera interrumpida
En 1943, 17 meses después del ataque a Pearl Harbor Reeves, quien no tenía hijos en su matrimonio, fue enrolado en la aviación, permaneciendo en la misma hasta el final de la Segunda Guerra Mundial. Durante este tiempo pudo participar en obras organizadas por la milicia con fines propagandísticos, presentándose en Broadway en la obra Winged Victory. En esta época mantuvo conversaciones con el director Mark Sandrich para protagonizar otros proyectos, sin embargo el director falleció cuando Reeves aún estaba en servicio. Años después Reeves aún se lamentaba del impacto de la muerte de Sandrich en su carrera.
Al finalizar la guerra, Reeves solo encontró papeles en películas y seriales de bajo presupuesto, como Las aventuras de Sir Galahad y como villano en Jim de la selva, siendo contraparte de Johnny Weissmüller. En 1949, mientras se encontraba en Nueva York interpretando varios papeles menores en radio y televisión, consiguió un papel en la película Rancho Notorious, del director Fritz Lang.

## Superman

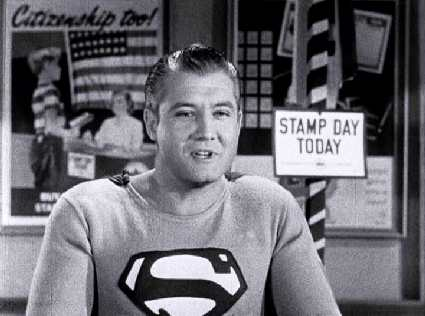
George Reeves como Supermán

En 1951, le fue ofrecido el papel de Superman para una serie de televisión. Inicialmente el actor no se mostró entusiasmado por este papel debido a que pensaba, como muchos actores durante el inicio de la industria de la televisión, que el medio era poco importante y que no garantizaba demasiada exposición. Finalmente aceptó el trabajo por un bajo salario incluso siendo la estrella, y se le pagaba solo durante las semanas de producción. Los seriales, de media hora de duración, eran filmados en horarios apretados: al menos dos capítulos cada seis días. De acuerdo con diversos comentarios incluidos en los DVD sobre las Aventuras de Superman, múltiples guiones de varios episodios se filmaban al mismo tiempo para aprovechar los sets de filmación, por lo que todas las escenas en la oficina de Perry White de tres o cuatro episodios se rodaban el mismo día, todas las escenas en diversos "apartamentos" se hacían consecutivamente, y así sucesivamente.
La carrera de George Reeves como Superman comenzó con una producción que había sido diseñada para ser tanto una película tipo B como un piloto para la serie de televisión, el largometraje Superman y los hombres topo. Inmediatamente después de terminar esta breve producción, Reeves y el equipo comenzaron el rodaje de los primeros episodios de la temporada de la serie, que se extendió por trece semanas durante el verano de 1951.
La serie no se transmitió en 1951 por falta de un patrocinador publicitario, sin embargo al encontrar el patrocinio de Kellog's, y al iniciarse la transmisión de la primera temporada en 1952, Reeves se llevó una sorpresa cuando se convirtió en una celebridad nacional. En 1957, la naciente cadena ABC eligió el show para difusión nacional, lo que le dio a Reeves y al resto del elenco aún mayor exposición y notoriedad.
Los miembros del reparto de Superman tenían contratos restrictivos que les impedían actuar en otros empleos que pudiesen interferir con la serie. El calendario de filmación de Supermán fue breve (trece episodios filmados a razón de dos por semana, un total de siete semanas en un año), pero todos estaban atados a una "cláusula de treinta días", lo que significaba que los productores podían exigir sus servicios exclusivos para una nueva temporada con cuatro semanas de aviso. Esto impidió que obtuviesen empleos a largo plazo en largometrajes de extenso cronograma de filmación, obras teatrales a largo plazo u otras series de televisión.
A Reeves no le molestaba hacer apariciones personales como Superman, ya que estas pagaban dinero más allá de su exiguo salario, y su afecto por los jóvenes aficionados era auténtico. Sin embargo, los niños pequeños a menudo pinchaban, golpeaban y pateaban al Hombre de Acero para ver si realmente era invulnerable. Reeves, sin embargo, tomó su papel de modelo a seguir con seriedad, evitando que los niños pudiesen verlo fumando cigarrillos, finalmente dejando de fumar por completo, y tratando de mantener su vida privada discreta. No obstante, en 1951, había comenzado una relación sentimental con Toni Mannix, quien estaba casada con Eddie Mannix, gerente general de Metro-Goldwyn-Mayer (el matrimonio de Reeves con Ellanora Needles había terminado en divorcio el año anterior).
En el documental Look, Up in the Sky: The Amazing Story of Superman, Jack Larson, quien interpretaba a Jimmy Olsen en la serie de televisión, comentó acerca de la forma en que cuando se reunió por primera vez con Reeves, le comentó sobre cuánto había disfrutado de su interpretación en So Proudly We Hail! y según Larson, Reeves dijo que si Mark Sandrich, el director de la película, no hubiese muerto mientras Reeves estaba en el ejército durante la Segunda Guerra Mundial, entonces él nunca se hubiese encontrado atrapado "en este traje de mono". Larson dijo que fue la única vez que le escuchó a Reeves decir algo negativo acerca de ser Superman.
Con Toni Mannix, Reeves trabajó para recaudar dinero para luchar contra la miastenia gravis. Se desempeñó como presidente nacional de la Myasthenia Gravis Foundation en 1955. Durante la segunda temporada, Reeves apareció en un vídeo para el Departamento del Tesoro de los Estados Unidos, Stamp Day for Superman, en la que capturaba a unos ladrones y decía a los niños por qué se debía invertir en sellos de ahorro del gobierno.
En el transcurso de los 104 episodios, a menudo Reeves demostró caballerosidad en el comportamiento con sus compañeros actores. Jack Larson recuerda que disfrutaba haciendo bromas al elenco, como se muestra en una escena en la biopic Hollywoodland. Insistió en que la Lois Lane original, Phyllis Coates, disfrutase de igualdad de aparición en los créditos de la primera temporada. También apoyó abiertamente a Robert Shayne, quien interpretaba al Inspector de Policía William "Bill" Henderson, cuando Shayne fue citado por agentes del FBI en el set de Superman. El activismo político de Shayne en el Screen Actors Guild en la década de 1940 había sido utilizado por su exesposa como una excusa para etiquetarlo de comunista, aunque Shayne nunca había sido miembro del Partido Comunista. Cuando Coates fue sustituida por Noel Neill, quien se había desempeñado como Lois Lane en el serial de Superman de Kirk Alyn, Reeves discretamente defendió su nerviosismo el primer día de grabaciones cuando sintió que el director iba a ser demasiado duro con ella. Por otra parte, jugaba alegremente con el elenco cuando se encontraba fuera de cámaras, bromeando para ver si podía hacerlos romper la seriedad y el hilo dramático. Según Jack Larson, tomaba fotos con su Minox y entregaba copias. En todos los sentidos, existía una fuerte camaradería entre los principales actores.
Después de dos temporadas, Reeves expresó su descontento con la unidimensionalidad de su papel y los bajos sueldos. Para entonces, a los 40 años de edad, deseaba dejar el programa y proseguir con su carrera. Los productores del programa buscaron otro protagonista, supuestamente contactando a Kirk Alyn, el actor que había interpretado a Superman en las dos series de películas originales e inicialmente se había negado a desempeñar el papel en la televisión. Alyn supuestamente habría rechazado de nuevo el papel.
Reeves estableció su propia compañía de producción y concibió una serie de televisión de aventuras, Port of Entry, que sería filmada en Hawái y México, escribiendo él mismo el guion del programa piloto. Sin embargo, los productores de Superman le ofrecieron un aumento de sueldo y regresó al programa. Le fue ofrecida lo que para la época era una importante suma, $5000 dólares por semana, pero solo mientras el show estuviese en producción (alrededor de ocho semanas al año). En cuanto a Port of Entry, Reeves nunca fue capaz de interesar a un productor para que financiara el proyecto y el rodaje nunca se efectuó.
En 1957, un largometraje con los personajes de la serie de televisión fue considerado por los productores para las salas de cine. El proyecto fue llamado Superman y el Planeta Secreto y se encargó el guion a David Chantler, que había escrito muchos de los guiones del programa de televisión. En lugar de ello, en 1959, comenzaron las negociaciones para la renovación de la serie, con 26 episodios programados para entrar en producción en el otoño. John Hamilton, quien había interpretado a Perry White desde el inicio de la serie, murió en 1958, por lo que sería sustituido por Pierre Watkin, quien había interpretado el papel en el serial para cine de Kirk Alyn.
A mediados de 1959, se firmaron los contratos, los trajes fueron re-equipados y los nuevos escritores de teleplays asignados. Noel Neill fue citado diciendo que el elenco de Superman estaba dispuesto a hacer una nueva serie del aún popular show. Presuntamente los productores habían prometido a Reeves que el nuevo programa sería tan serio y lleno de acción como la temporada de 1957. En el documental Look, Up in the Sky: The Amazing Story of Superman, Neill recuerda que Reeves se veía entusiasmado de volver a trabajar. Jack Larson, sin embargo, le dijo a Beaver —biógrafo de Reeves— que "el que piense que otra temporada de Superman haría feliz a George no conocía a George".
Entre la primera y segunda temporadas de Superman, Reeves recibió la asignación esporádica de papeles actuando en una antología de programas de televisión y en dos películas, Forever Female (1953) y The Blue Gardenia (1953), de Fritz Lang. Pero para el momento en que la serie fue transmitida a nivel nacional, Reeves se encontró de tal forma asociado con Superman y Clark Kent que le era difícil encontrar otros papeles.
El éxito de la serie le dio renombre al actor y fue llamado al elenco del ahora clásico film De aquí a la eternidad, pero lamentablemente las escenas de Reeves fueron eliminadas de la película. Fred Zinnemann declaró que todas las escenas escritas para el personaje de Reeves, Maylon Stark, fueron de hecho las que aparecen en la película, lo cual es inexacto pues es posible apreciar fotografías del rodaje de las escenas del actor con Burt Lancaster, entre otras, las cuales no aparecen en el film. A pesar de haber tenido mayor tiempo de exposición que Ernest Borgnine, su personaje no apareció en los créditos de la película (en esta época los créditos aparecían generalmente al comienzo y no era aún obligatorio que todos los actores aparecieran en los créditos).
En un intento de mostrar su versatilidad, Reeves cantó en el programa de Tony Bennett en agosto de 1956. Además, tuvo una actuación memorable en I Love Lucy (en el episodio número 165, "Lucy Meets Superman", en 1956), como Superman. El actor de carácter Ben Welden, que actuó con Reeves en los días de Warner Bros y quien era frecuentemente estrella invitada en Superman comentó: "Después del show I Love Lucy, Superman ya no era un reto para él... Sé que disfrutaba del programa, pero solía decir: 'Aquí estoy, perdiendo mi vida'". Su buen amigo Bill Walsh, productor en Disney Studios, dio a Reeves un papel prominente en Westward Ho the Wagons (1956), en la que Reeves llevaba barba y bigote. Fue su última aparición en un largometraje.
Reeves, Noel Neill, Natividad Vacío, Gene LeBell y un trío de músicos salieron de gira con apariciones públicas desde 1957. El escenario fue un show gigantesco con mucho éxito entre los emocionados niños que iban a ver a su héroe en persona, aunque aparentemente no fue de mucho provecho económico para Reeves. La primera mitad del show era un sketch de Superman en el que Reeves y Neill actuaban con LeBell, quien interpretaba a un villano llamado "Mr. Kryptonite", que capturaba a Lois. Kent entonces se apresuraba a salir de escena y regresar como Superman, venía al rescate y luchaba con el villano. La segunda mitad del espectáculo era Reeves fuera de vestuario y, como él mismo, cantando y acompañándose con la guitarra. Vacío y Neill lo acompañaban en duetos.
Reeves rompió con Toni Mannix en 1958, y anunció su compromiso con Leonore Lemmon. Se quejaba con sus amigos, columnistas, y su madre de sus problemas financieros. Recibía regalías de la sindicación del show de Superman, pero estas eran poco consistentes, especialmente por su estilo de vida. En estas circunstancias, el proyecto de reactivación de Superman era aparentemente un pequeño salvavidas. Reeves también esperaba dirigir una película de ciencia ficción de bajo presupuesto, con un guion escrito por un amigo de época en Pasadena, y había discutido el proyecto con su primera Lois Lane, Phyllis Coates, el año anterior. Sin embargo, Reeves y su socio no encontraron la financiación y la película nunca se realizó. Había otra presentación en escena del show de Superman prevista para julio, y otra gira de presentaciones planificada para Australia. Reeves tenía opciones para ganarse la vida, pero al parecer todas involucraban interpretar a Superman de nuevo.
El éxito de Superman le aseguró ser una de las primeras series grabadas a color en la historia de la televisión a partir de la tercera temporada (si bien en su época no llegó a transmitirse en ese formato). En la última temporada de las Aventuras de Superman, Reeves ya ganaba el respetable salario de $2500 dólares por capítulo. En 1959 Reeves aceptó el papel para una nueva temporada que nunca llegó a rodarse.
Jack Larson y Noel Neill recordaban a Reeves como un noble caballero sureño, tenía un anuncio en la puerta de su camerino que decía El honesto George, el amigo del pueblo. Después de haber sido nombrado "Coronel honorario" durante un viaje publicitario al sur de Estados Unidos, sustituyó el letrero en la puerta de su camerino por uno nuevo que decía: El honesto George, también conocido como "Coronel Reeves",, creado por el departamento de utilería del programa. Una foto de un sonriente Reeves con el cartel de fondo apareció en el libro de Gary Grossman acerca del show.

## Muerte
Según el informe del Departamento de Policía de Los Ángeles, aproximadamente entre la 1:30 y las 2:00 a. m. del 16 de junio de 1959, George Reeves murió de una herida de bala en la cabeza en el dormitorio del piso de arriba de su casa en Benedict Canyon. Tenía 45 años de edad.
La policía llegó en menos de una hora, estando presentes en la casa en el momento de la muerte de Reeves su novia Leonore Lemmon, William Bliss, el escritor Robert Condon y Carol Van Ronkel, que vivía a pocos metros con su marido, el guionista Rip Van Ronkel.
Según todos los testigos interrogados y presentes en la casa de Reeves, Lemmon y el actor habían estado comiendo y bebiendo temprano en la noche en compañía de Condon, quien estaba escribiendo una autobiografía por encargo para el boxeador Archie Moore. Reeves y Lemmon discutieron en el restaurante y el trío regresó a casa. Sin embargo, Lemmon dijo en una entrevista con el biógrafo de Reeves, Jim Beaver, que ella y Reeves no habían comido y bebido con amigos, sino que habían ido a ver encuentros de lucha libre. Noticias de la época indican que el amigo de Reeves, Gene LeBell participaba en las luchas esa noche —sin embargo LeBell no recuerda haber visto a Reeves después de la sesión de ejercicios temprano ese día—. En cualquier caso, Reeves se fue a la cama, pero en algún momento cerca de la medianoche, una fiesta improvisada comenzó cuando llegaron Bliss y Carol Van Ronkel. Reeves bajó y se quejó airadamente del ruido. Después de unos momentos de tensión se quedó con los invitados durante un tiempo, tomó un trago y luego se retiró otra vez a su dormitorio de mal humor. Los huéspedes de la casa más tarde escucharon un único disparo. Bliss corrió al dormitorio y encontró a George Reeves muerto, tendido sobre la cama, desnudo y boca arriba, los pies en el suelo. Esta posición se ha atribuido a que Reeves estaba sentado en el borde de la cama cuando se disparó, después su cuerpo cayó sobre la cama y la pistola Luger de 9 mm cayó a sus pies.
Las declaraciones hechas a la policía y la prensa esencialmente coinciden. Ni Lemmon ni los demás testigos se disculparon por su tardanza en llamar a la policía después de haber escuchado el disparo, según la policía el shock por la muerte de Reeves, lo avanzado de la hora, y su estado de intoxicación se dieron como motivo de la demora. La policía registró que todos los testigos estaban sumamente ebrios y que había sido muy difícil obtener declaraciones coherentes de los mismos.
En artículos de noticias contemporáneos, Lemmon atribuyó el aparente suicidio de Reeves a la depresión causada por su "fallida carrera" y la imposibilidad de encontrar otros trabajos. Los periódicos y los informes del servicio de cable con frecuencia citaron fuera de contexto y tergiversaron al sargento Peterson de la policía de Los Ángeles, como citando a Lemmon: "Miss Lemmon dijo sin pensar: Es él, probablemente se va a disparar a sí mismo. Entonces se escuchó un ruido arriba y continuó diciendo, está abriendo un cajón para buscar el arma. Un disparo se escuchó y entonces dijo ¿Ven?, se lo dije". Sin embargo, esta declaración pudo haber sido arreglada por los periodistas. Lemmon y sus amigos estaban abajo en el momento del disparo escuchando música, por lo que les hubiese sido casi imposible escuchar un cajón abriéndose en un dormitorio del piso de arriba. Lemmon más tarde afirmó que ella nunca había dicho nada de manera tan específica, sino que había comentado de manera casual: "Oh, probablemente ahora va a ir y se va a pegar un tiro".
Las declaraciones de los testigos y el examen de la escena del crimen llevaron a la conclusión de que la muerte había sido autoinfligida. Una investigación oficial más amplia llegó a la conclusión de que la muerte fue realmente suicidio. El testamento de Reeves, hecho en 1956, legaba todo su patrimonio a Toni Mannix, para sorpresa y devastación de Lemmon, quien declaró a la prensa: "Toni obtiene una casa para caridad, y yo un corazón roto", refiriéndose a la Fundación Miastenia Gravis.
Una popular leyenda urbana cuenta que Reeves murió porque creía que había adquirido los poderes de Superman y se mató tratando de volar.

### Controversia
El 16 de junio de 1959, George Reeves fue encontrado muerto de un disparo en el hueso temporal en lo que fue catalogado por la policía de Los Ángeles como suicidio. La muerte del popular actor conmocionó al público, especialmente en las circunstancias en que fue relatado.
Sin embargo, investigaciones no oficiales llevadas a cabo por solicitud de la madre de Reeves demostraron inconsistencias en las circunstancias de la muerte del actor:
1. El arma supuestamente utilizada por Reeves no tenía huellas digitales (ni siquiera las suyas)
2. El casquillo de la bala fue encontrado bajo el cuerpo del actor
3. A pesar de supuestamente haberse disparado sentado en su cama, el cuerpo fue encontrado yaciendo sobre su espalda y el arma a sus pies
4. Se encontraron dos agujeros de bala en el suelo de la habitación del actor, que la novia del mismo, Leonore Lemmon, atribuyó a un disparo accidentalmente ocasionado por ella ese mismo día.

De cualquier forma la policía nunca cambió el informe oficial.
Muchas personas al momento de la muerte de Reeves, y muchos más en años posteriores, se han negado a creer la idea de que George Reeves se matase a sí mismo. Estudiosos de la causa han comentado sobre el hecho de que no se encontrasen residuos de pólvora de la pistola en la piel del actor, llevándolos a creer que el arma, por lo tanto, tendría que haber estado a varios centímetros de la cabeza cuando se disparó. Según profesionales forenses los rastros de pólvora solo quedan en la piel cuando el arma se dispara a varias pulgadas de la misma, mientras que en una herida de contacto la pólvora es propulsada en el interior de la trayectoria de la herida. Los seguidores de la causa apuntan también a la ausencia de huellas dactilares en el arma de fuego y la falta de los análisis de rastros de pólvora del disparo en las manos del actor como prueba en apoyo de una u otra teoría. Sin embargo, según la policía, el arma estaba demasiado cubierta de aceite como para retener las huellas dactilares, y el análisis de residuos de disparo en la piel no era comúnmente realizado por el Departamento de Policía de Los Ángeles en 1959, por lo que no se pueden sacar inferencias en apoyo de cualquier teoría a partir de estos elementos por separado.
Incrédula de la versión de suicidio, Helen Bessolo, madre de Reeves, empleó al abogado Jerry Geisler, así como a la Agencia de detectives Nick Harris. Entre sus operarios se incluyó a un joven detective llamado Milo Speriglio, que más tarde falsamente afirmaría haber sido el principal investigador. La investigación fue pospuesta debido a la cremación del cuerpo del actor. Ninguna nueva prueba fue nunca descubierta, pero la madre de Reeves nunca aceptó la conclusión de que su hijo podría haberse suicidado. Cabe destacar que también negó públicamente que su hijo tuviese previsto casarse con Leonore Lemmon, ya que él no se lo había dicho.
La tesis central de la biografía ficcionada de Reeves, Hollywood Kryptonite, dice que Reeves fue asesinado por orden de Toni Mannix como venganza por su ruptura. Esto se ilustra como un posible escenario en la película Hollywoodland inculpando, en última instancia, más a Eddie Mannix que a Toni, aunque la película sugiere también que la muerte pudo haber sido suicidio.
Tanto Noel Neill como Jack Larson —amigos ambos del actor— sostienen que la muerte de Reeves fue misteriosa. Noel Neill declaró: "Jack y yo nunca tratamos de hacer que se reabriese el caso de George. No tengo conocimiento de que alguien quisiese ver a George muerto. Nunca he dicho que haya pensado que George fue asesinado. Solo que no sé qué fue lo que pasó. Todo lo que sé es que George siempre me parecía feliz, y lo vi dos días antes de su muerte y entonces también se veía feliz".
El film Hollywoodland (2006) dramatiza la investigación de la muerte de Reeves con las estrellas de cine Ben Affleck como Reeves y Adrien Brody como el personaje ficticio Louis Simo, basado en el detective Milo Speriglio. La película muestra tres versiones de su muerte: muerto semi-accidentalmente por Lemmon, asesinado por un sicario sin nombre por orden de Eddie Mannix y, finalmente, el suicidio.
Toni Mannix sufrió de la Enfermedad de Alzheimer durante años y murió en 1983. En 1999, después de la resurrección del caso en los programas de televisión Unsolved Mysteries y Mysteries and Scandals, el publicista Edward Lozzi afirmó que Toni Mannix había confesado a un sacerdote católico, en presencia de Lozzi, que había sido responsable de la muerte de George Reeves. Lozzi hizo pública su versión en programas de noticias sensacionalistas como Extra, Inside Edition, y Court TV. Sin embargo, el actor Jack Larson expresó que para el momento en que Lozzi supuestamente había escuchado estas declaraciones ya la salud mental de Mannix estaba deteriorada.

## Filmografía

### Cine y televisión
1. The Flash  .... Clark Kent / Superman... (2023) (cameo póstumo y sin acreditar)
2. Adventures of Superman .... Clark Kent / Superman... (104 episodios, 1951-1958)
3. I Love Lucy .... Superman (1 episodio, 1957)
4. Westward Ho the Wagons! (1956) ... James Stephen
5. Stamp Day for Superman (1954)
6. Forever Female (1953)
7. From Here to Eternity (1953) ... Sgt. Maylon Stark
8. The Blue Gardenia (1953) ... Capitán Sam Haynes
9. Kraft Television Theatre ... Don Richie / ... (TV, 6 episodios, 1949-1952)
10. Bugles in the Afternoon (1952)
11. Rancho Notorious (1952)
12. Superman and the Mole-Men (1951)
13. Lights Out (TV, 2 episodios, 1950-1951)
14. Suspense" .... Bill Reed / ... (TV, 4 episodios, 1949-1950)
15. The Web" (TV, 2 episodios, 1950)
16. Starlight Theatre (TV, 2 episodios, 1950)
17. The Trap (TV, 1 episodio, 1950)
18. The Good Humor Man (1950)
19. Believe It or Not (1 episodio, 1950)
20. The Silver Theater .... Frank Telford (TV, 2 episodios, 1949-1950)
21. The Adventures of Sir Galahad (1949) ... Sir Galahad
22. The Great Lover (1949)
23. Samson and Delilah (1949) ... (mensajero herido)
24. The Clock (TV, 2 episodios, 1949)
25. Agente especial (1949)
26. The Mutineers (1949)
27. Jungle Jim (1948)
28. Thunder in the Pines (1948)
29. Jungle Goddess (1948)
30. The Sainted Sisters (1948)
31. Champagne for Two (1947)
32. Airborne Lifeboat (1945)
33. Winged Victory (1944) (como el Sgt. George Reeves)
34. Bar 20 (1943)
35. The Kansan (1943)
36. The Last Will and Testament of Tom Smith (1943)
37. So Proudly We Hail! (1943) ... Teniente John Summers
38. Colt Comrades (1943)
39. Leather Burners (1943)
40. Buckskin Frontier (1943)
41. The Rear Gunner (1943))
42. Border Patrol (1943)
43. Hoppy Serves a Writ (1943)
44. The Mad Martindales (1942)
45. Higiene sexual (1942)
46. Blue, White and Perfect (1942)
47. Man at Large (1941)
48. Lydia (1941)
49. Throwing a Party (1941)
50. Blood and Sand (1941)
51. Dead Men Tell (1941)
52. The Lady and the Lug (1941)
53. The Strawberry Blonde (1941)
54. Meet the Fleet (1940)
55. Father Is a Prince (1940)
56. Always a Bride (1940)
57. Knute Rockne All American (1940)
58. Calling All Husbands (1940)
59. Argentine Nights (1940)
60. Pony Express Days (1940)
61. The Man Who Talked Too Much (1940)
62. Gambling on the High Seas (1940)
63. Torrid Zone (1940)
64. Tear Gas Squad (1940)
65. 'Til We Meet Again (1940)
66. Virginia City (película) (1940)
67. Calling Philo Vance (1940)
68. The Fighting 69th (1940)
69. Four Wives (1939)
70. Gone with the Wind (1939) ... Brent Tarleton
71. On Dress Parade (1939)
72. Smashing the Money Ring (1939)
73. The Monroe Doctrine (1939)
74. Espionage Agent (1939)
75. Ride, Cowboy, Ride (1939)